# Helmut Nürnberger
Helmut Nürnberger (* 5. März 1947) ist ein ehemaliger deutscher Fußballspieler. In der Saison 1970/71 spielte er in der DDR-Oberliga, der höchsten Spielklasse im DDR-Fußball, für die BSG Chemie Leipzig.

## Sportliche Laufbahn
Mit der 2. Mannschaft der Betriebssportgemeinschaft (BSG) Chemie Leipzig gewann Helmut Nürnberger in der Saison 1969/70 den Fußballbezirkspokal mit einem 2:1-Sieg über die BSG Motor Grimma. Außerdem war er an allen vier Spielen der Aufstiegsrunde zur DDR-Liga beteiligt, mit denen Chemie II den Aufstieg erreichte. Sowohl im Pokalendspiel als auch in der Aufstiegsrunde wurde Nürnberger als Abwehrspieler eingesetzt. In der DDR-Liga-Saison 1970/71 gehörte er zum Spielerstamm der 2. Mannschaft von Chemie Leipzig, von den 30 ausgetragenen Punktspielen absolvierte er 21 Partien. Sein einziges Spiel in der Leipziger Oberligamannschaft bestritt Nürnberger am 18. November 1970, als er in der Begegnung des 11. Spieltages Chemie Leipzig – Dynamo Dresden (2:4) in der 76. Minute für Verteidiger Heinz Herrmann eingewechselt wurde. Zuvor war er auch in zwei Freundschaftsspielen der 1. Mannschaft als Einwechselspieler eingesetzt worden. Am Saisonende musste die 1. Mannschaft in die DDR-Liga absteigen, was gleichzeitig für Chemie II den Abstieg in die Bezirksliga bedeutete. Nürnberger wurde zwar für das Aufgebot der DDR-Liga-Mannschaft gemeldet, kam aber nicht zum Einsatz. Auch später spielte er nicht mehr im höherklassigen Fußball.